# Kars van Tarel
Kars van Tarel (Borne, 30 september 1974) is een Nederlands voormalig volleyballer.
Van Tarel was spelverdeler bij Dynamo. In 2001 verliet hij deze club om bij Landstede te spelen, maar in 2004 keerde hij bij Dynamo terug. Met deze club won hij verschillende keren het landskampioenschap, de beker en de Supercup. Op 20 mei 2010 werd bekend dat hij zijn contract bij Draisma Dynamo met een jaar verlengde.
In 2015 stopte hij met de sport.